# نشان ذوالفقار
نشان یا مدال ذوالفقار عالی‌ترین نشان (مدال) نیروهای نظامی ایران است که از سال ۱۳۰۱ به اشخاصی که در میدان جنگ از خود رشادت بروز می‌دادند اعطا می‌گردید. کمی بعد نشان سپه جایگزین مدال ذوالفقار شد و پس از آن امتیاز جنگی ذوالفقار به موارد جنگ با دشمنان خارجی اختصاص یافت.
از میان نشان‌های افتخار نظامی که توسط ارتش شاهنشاهی ایران ایجاد شده بود، نشان ذوالفقار به همراه نشان‌های دانش، رازی، هنر و ورزش همچنان مورد استفاده قرار می‌گیرد.

## تاریخچه
در ۲۰ مرداد ۱۳۰۱ کمیسیونی متشکل از سرتیپ امان‌الله میرزا جهانبانی، سرتیپ فضل‌الله زاهدی، سرهنگ حسن آقاخان آذربرزین، نایب سرهنگ محمودخان پولادین و نایب اول غلامعلی بایندر عالیترین نشان جنگی ایران را که نشان ذوالفقار نام داشت به تصویب رسانیدند. اشخاصی استحقاق گرفتن چنین نشانی را داشتند که در میدان جنگ ابراز رشادت فوق‌العاده نموده یا اینکه در جنگ مجروح شده و با همان حالت تا انتهای جنگ وظیفه خود را انجام داده باشند. کسانی که مفتخر به دریافت چنین نشانی می‌شدند می‌بایست همیشه نشان را به سینه خود نصب می‌نمودند. این نشان علاوه بر حقوق، امتیازاتی نیز مانند توقف مدت کمتری در هر درجه برای صاحب منصبان ایجاد می‌نمود. این نشان فقط مدت دو سال دوام کرد و بعدها اعطای آن موکول به فداکاری و دلیری در جنگ‌های خارج گردید و نشان سپه جانشین آن گردید.
به گفته امیراصلان افشار این نشان در کنار نشان نیل و نشان پهلوی یکی از سه نشان منتخبی بود که در تشییع جنازه محمدرضا پهلوی در مصر مورد استفاده قرار گرفت.

## شکل و اقسام
این نشان در دو نوع بود؛ نوع اول مخصوص صاحب منصبان دارای چهار درجه و نوع دوم برای افراد نظامی شامل دو درجه بود. یک سمت این نشان جنگی واژهٔ علی بود و سمت دیگرش عبارت «رشادت» که روی مینای قرمز رنگی می‌درخشید.

## دریافت کنندگان
نام برخی از کسانی که به دریافت این نشان نائل شدند در فهرست زیر مشاهده می‌شود.
نبرد تنگ زاهد
- سرتیپ محمد شاه‌بختی
- سرهنگ عباس البرز
- سرلشکر کریم بوذرجمهری
- یاور ابراهیم ضرابی

در سال ۱۳۰۳ پس از محاصره تیپ کرمانشاه در تنگه زاهد شیر به دست لرها، در پی عزیمت نیروی نظامی از مرکز و جنگ شدید، تیپ کرمانشاه نجات یافت و این افراد مفتخر به دریافت نشان ذوالفقار شدند.
نبرد شکریازی
- محمدخان رشیدنظام، فرماندهٔ بهادران تبریز و اردبیل در نبرد شکریازی . سلطان محمد خان در طول این نبرد و هنگام دفاع از ارتفاعات استراتژیک توپچی داغی به شدت مجروح شده و با وجود جراحات جدی به وظیفه‌ی خود ادامه داد و بعد از عقب راندن دشمن بر اثر جراحات کشته‌شد و نشان ذوالفقار و عنوان رشیدِ نظام بعد از مرگ به وی اعطا گردید .
- سرتیپ امان‌الله میرزا جهانبانی در فرماندهی قوای آذربایجان و نبرد شکریازی
- سرتیپ فضل‌الله زاهدی در نبرد شکریازی
- نایب سرهنگ حسن آقاخان اسمعیلی فرماندهٔ فوج پهلوی تیپ گارد تیرانداز در نبرد شکریازی
- سرتیپ غلامعلی بایندر فرماندهٔ دسته آتشبار گارد در نبرد شکریازی

سایر موارد
- سرتیپ مرتضی خان یزدان‌پناه فرماندهٔ تیپ پیاده لشکر مرکز به علت تعلیمات کامل جنگی به افراد تیپ پیاده
- امیرلشکر احمدآقا امیراحمدی فرمانده لشکر غرب به علت فتوحات متعدد در خطه لرستان
- سرتیپ امان‌الله خان رئیس ارکان حرب قشون از طرف قاطبه صاحب منصبان نشان درجهٔ ۳ ذوالفقار را تقدیم سردار سپه وزیر جنگ و رئیس قشون نمود.
- امیرلشکر عبدالله خان امیرطهماسبی فرماندهٔ لشکر آذربایجان به علت توقیف اقبال‌السلطنه ماکویی و تصرف خزانه جواهرات و ارسال آن برای سردار سپه
- افراد دیگری همچون رهبران انقلاب این نشان را برای خود انتخاب کردند.

پس از انقلاب ۱۳۵۷ ایران
- قاسم سلیمانی فرماندهٔ نیروی قدس سپاه پاسداران انقلاب اسلامی: در ۲۰ اسفند ۱۳۹۷ نشان ذوالفقار برای نخستین‌بار در دوران جمهوری اسلامی توسط  سید علی خامنه‌ای به وی اعطا شد.[۷]

## نگارخانه

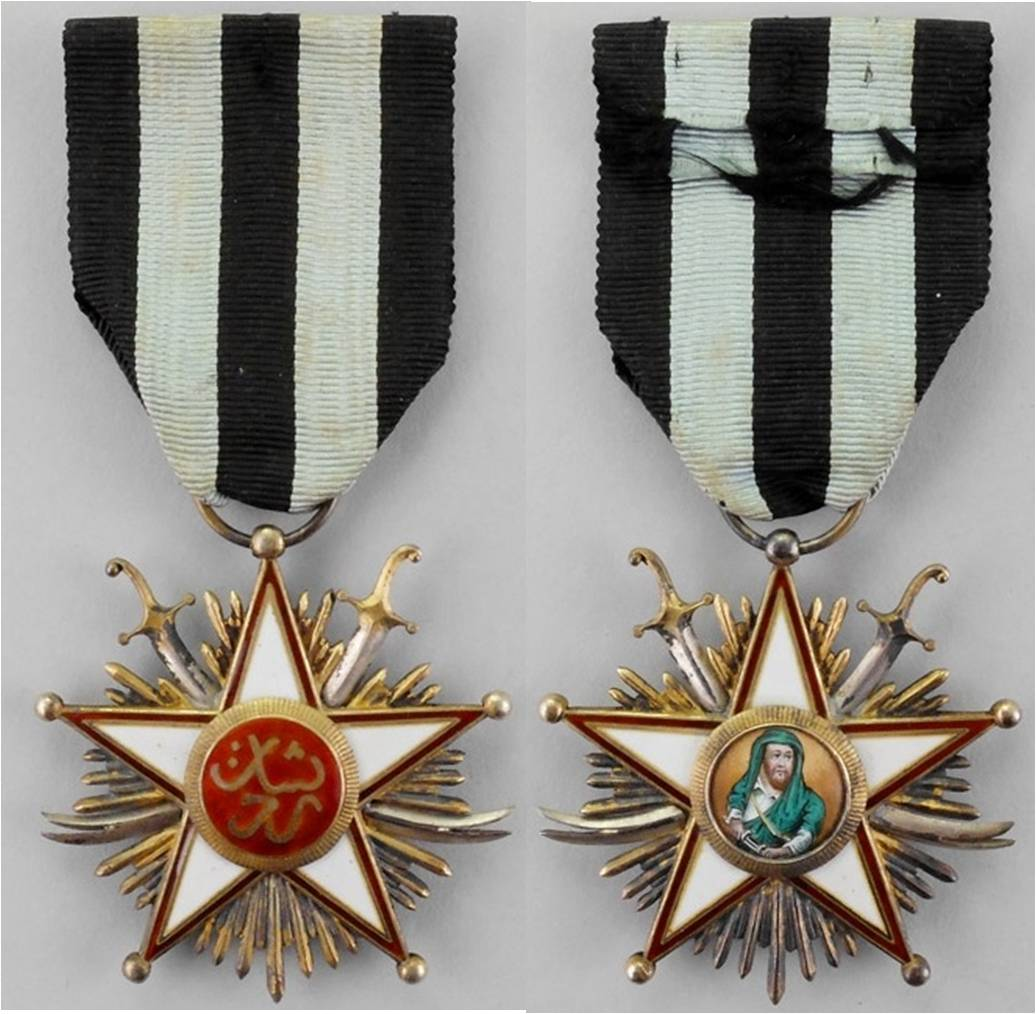
نشان ذوالفقار در بدو تشکیل
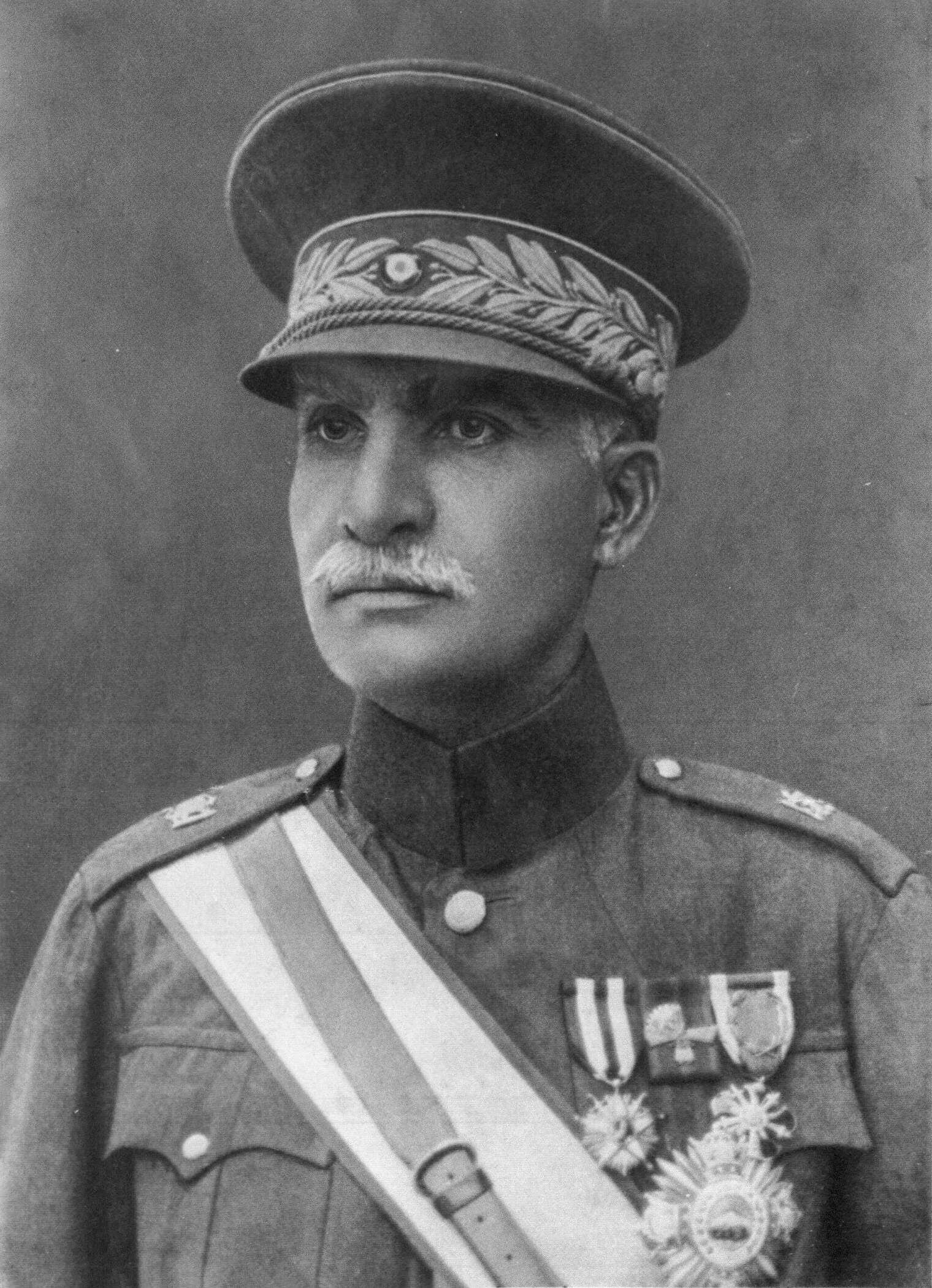
نشان ذوالفقار بر روی سینهٔ رضاشاه در کنار حمایل و در بالا و راست نشان پهلوی
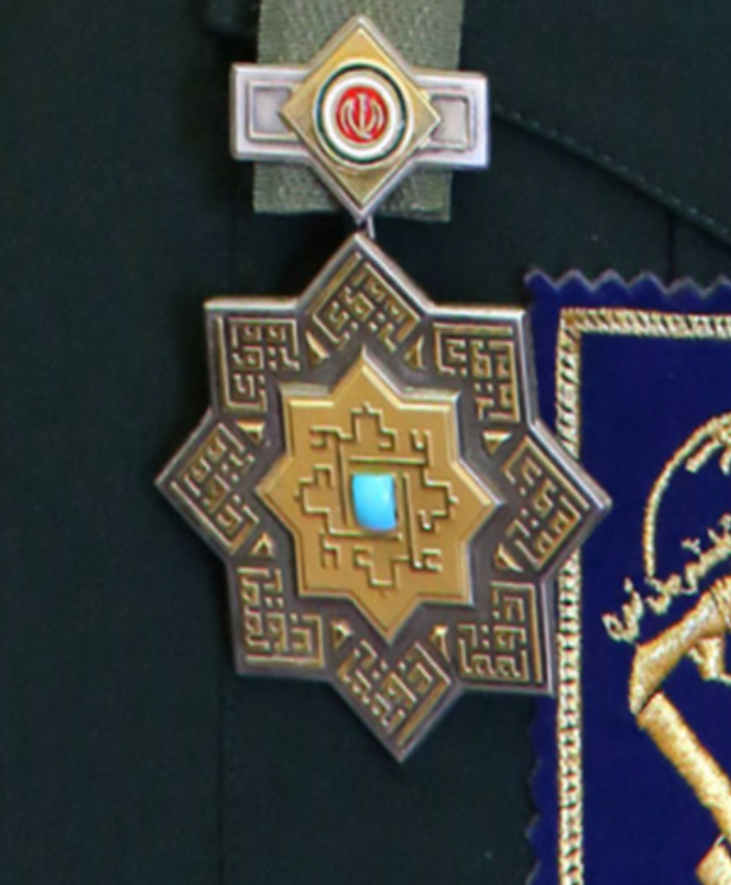
نشان ذوالفقار بر سینه قاسم سلیمانی